# Lagherite, Veliko Tărnovo
Lagherite (în bulgară Лагерите) este un sat în comuna Veliko Tărnovo, regiunea Veliko Tărnovo,  Bulgaria. 

## Demografie
Componența etnică a satului Lagherite
     Nicio identificare (100%)
     Altele (0%)
La recensământul din 2011, populația satului Lagherite era de 1 locuitori. . Pentru 100,0% din locuitori nu este cunoscută apartenența etnică.